# Luigi Guicciardi
Luigi Guicciardi (Modena, 23 gennaio 1953) è uno scrittore e critico letterario italiano.

## Biografia
Di lontane origini siciliane, è stato docente di lettere presso il liceo scientifico Alessandro Tassoni di Modena. Critico letterario e ricercatore di storia contemporanea, ha pubblicato all'inizio saggi e articoli su autori dell'Otto/Novecento in miscellanee e su riviste specializzate ("Italianistica", "Lingua e Stile", "Il Mulino", "Otto/Novecento", "Storia contemporanea", "Studi e problemi di critica testuale", "Delitti di carta") e ha curato edizioni critiche ed edizioni scolastiche commentate (A.F. Formiggini, Filosofia del ridere, Bologna, Clueb Universitaria, 1989; A. Manzoni, I promessi sposi, Firenze, Sansoni, 1990).
Ha creato alla fine degli anni '90 il personaggio del commissario Cataldo, protagonista di una serie di romanzi polizieschi comprendente, tuttora, 24 opere. Successivamente ha creato due nuovi personaggi, il commissario Laudani nel 2021, e il commissario Torrisi nel 2022, entrambi in servizio alla questura di Modena.

## Romanzi

### Serie con il commissario Cataldo
1 La calda estate del commissario Cataldo, Piemme, 1999; nuova edizione Hobby&Work, 2009; trad. tedesca, Ein heisser Sommer fur Commissario Cataldo, Heyne, Munchen, 2000; trad. inglese, Inspector Cataldo's criminal summer, Hersilia Press, Oxfordshire, 2010
2 Filastrocca di sangue per il commissario Cataldo, Piemme, 2000; nuova edizione Hobby&Work, 2009; trad. tedesca, Ein Wiegenlied fur Commissario Cataldo, Heyne, Munchen, 2001
3 Relazioni pericolose per il commissario Cataldo, Piemme, 2001
4 Un nido di vipere per il commissario Cataldo, Piemme, 2003
5 Cadaveri diversi, Piemme, 2004
6 Occhi nel buio, Hobby & Work, 2006
7 Dipinto nel sangue, Hobby & Work, 2007
8 Errore di prospettiva, Hobby & Work, 2008
9 Senza rimorso, Hobby & Work, 2008
10 La belva, Hobby & Work, 2009
11 La morte ha mille mani, Hobby & Work, 2010 (poi Ed. Il Sole 24Ore, 2013)
12 Una tranquilla città di paura. Un'indagine del commissario Cataldo, Roma, LCF Edizioni, 2013
13 Le stanze segrete, Genova, Cordero Editore, 2014
14 Paesaggio con figure morte, Genova, Cordero Editore, 2015
15 Giorni di dubbio, Genova, Cordero Editore, 2016
16 Una tranquilla disperazione, Genova, Cordero Editore, 2017
17 Nessun posto per nascondersi, Genova, Frilli Editori, 2018
18 Il caso della camera chiusa, e-book, Oakmond Publishing, Augsburg, Germany, 2019
19 Sporchi delitti, Genova, Frilli Editori, 2019
20 Un conto aperto con il passato, Modena, Damster Editore, 2020
21 Ai morti si dice arrivederci, Modena, Damster Editore, 2021
22 I dettagli del male, Modena, Damster Editore, 2022
23 Il commissario Cataldo e il caso Tiresia, Modena, Damster Editore, 2023
24 Donne che chiedono giustizia, Modena, Damster Editore, 2024
25 Morte per un manoscritto, Modena, Damster Editore, 2025
- Serie con il commissario Laudani

1 'I segreti non riposano in pace, Mantova, Gilgamesh Edizioni, 2021
2 Tre storie di sangue, Mantova, Gilgamesh Edizioni, 2023 
3. Nessuna resa ancora, Gilgamesh Edizioni, 2025 
- Serie con il commissario Torrisi

1 Il ritorno del mostro di Modena, Damster Editore, 2022
2 'Morte di una ragazza speciale, Damster Editore, 2023
3 Nessuno si senta al sicuro, Damster Editore 2024
- Racconti

- La chiave e altre storie, ebook, Delos Digital, 2023 [19 racconti]

### Apparizioni
- Restituzione d'amore, in AA.VV., Scosse. Scrittori per il terremoto, a c. di P. Roversi, Felici Editore, 2012
- Morte di una studentessa, in AA.VV., GialloModena, Modena, Damster Editore, 2016
- All'improvviso, un mattino, in AA.VV., L'anno di fuoco. Il Sessantotto a Modena, Edizioni Il Foglio, 2018
- La gatta e la pallina, in AA.VV., 44 gatti in noir, Genova, Frilli Editori, 2018
- Omicidio alla sezione egizia, in AA.VV., Delitti al museo, Milano, Mondadori, 2019
- Il tagliacarte, in AA.VV., Sound Crime. Crimini a ritmo di musica, a c. di D. Brunetti, Modena, Damster Editore, 2023
- Gli appuntamenti, in AA.VV., Modenesi per sempre, a c. di G. Sorrentino, Roma, Edizioni della Sera, 2024